# Deatrich Wise Jr.
Deatrich Wise Jr. (Suffolk, Virginia, 26 de julio de 1994) es un jugador profesional estadounidense de fútbol americano que se desempeña en la posición de defensive end en New England Patriots, equipo de la National Football League (NFL).

## Carrera
Fue seleccionado en la cuarta ronda en la Reunión Anual de Selección de Jugadores de la NFL de 2017. Hizo su debut profesional con el equipo New England Patriots, donde lleva jugando siete temporadas.